# Jagodina
Jagodina je mesto v Srbiji, ki je središče istoimenske občine in glavno mesto Pomoravskega upravnega okraja. V letih 1946 do 1992 se je mesto imenovalo Svetozarevo po srbskem socialistu Svetozarju Markoviću.

## Demografija
V Јаgodini je ob popisu 2002 živelo 28.809 polnoletnih prebivalcev, pri čemer je bila njihova povprečna starost 39,8 leta (38,6 pri moških in 41,0 pri ženskah). Naselje je imelo 12.987 gospodinjstev, pri čemer je bilo povprečno število članov na gospodinjstvo 2,74.
|  | 9297 | 12270 | 19872 | 27658 | 35488 | 37560 | 35589 | 37282 | 34892 |
|  | 1948 | 1953  | 1961  | 1971  | 1981  | 1991  | 2002  | 2011  | 2022  |

Glede na rezultate popisa iz leta 2002 je to naselje večinoma srbsko.
| Etnična sestava po popisu iz leta 2002 | Etnična sestava po popisu iz leta 2002 | Etnična sestava po popisu iz leta 2002 | Etnična sestava po popisu iz leta 2002 | Etnična sestava po popisu iz leta 2002 |
| -------------------------------------- | -------------------------------------- | -------------------------------------- | -------------------------------------- | -------------------------------------- |
| Srbi                                   | Srbi                                   |                                        | 34.187                                 | 96,06%                                 |
| Romi                                   | Romi                                   |                                        | 490                                    | 1,37%                                  |
| Črnogorci                              | Črnogorci                              |                                        | 157                                    | 0,44%                                  |
| Jugoslovani                            | Jugoslovani                            |                                        | 102                                    | 0,28%                                  |
| Makedonci                              | Makedonci                              |                                        | 58                                     | 0,16%                                  |
| Hrvati                                 | Hrvati                                 |                                        | 52                                     | 0,14%                                  |
| Bolgari                                | Bolgari                                |                                        | 26                                     | 0,07%                                  |
| Slovenci                               | Slovenci                               |                                        | 24                                     | 0,06%                                  |
| Madžari                                | Madžari                                |                                        | 23                                     | 0,06%                                  |
| Goranci                                | Goranci                                |                                        | 20                                     | 0,05%                                  |
| Romuni                                 | Romuni                                 |                                        | 14                                     | 0,03%                                  |
| Muslimani                              | Muslimani                              |                                        | 9                                      | 0,02%                                  |
| Albanci                                | Albanci                                |                                        | 7                                      | 0,01%                                  |
| Rusi                                   | Rusi                                   |                                        | 4                                      | 0,01%                                  |
| Bošnjaki                               | Bošnjaki                               |                                        | 4                                      | 0,01%                                  |
| Čehi                                   | Čehi                                   |                                        | 3                                      | 0,00%                                  |
| Ukrajinci                              | Ukrajinci                              |                                        | 3                                      | 0,00%                                  |
| Slovaki                                | Slovaki                                |                                        | 2                                      | 0,00%                                  |
| Nemci                                  | Nemci                                  |                                        | 2                                      | 0,00%                                  |
| Neznano                                | Neznano                                |                                        | 220                                    | 0,61%                                  |